# Bryophryne bustamantei
Bryophryne bustamantei е вид жаба от семейство Strabomantidae. Видът е застрашен от изчезване.

## Разпространение
Разпространен е в Перу.